# Колмаков, Александр Павлович
Александр Павлович Колмаков (р. 12 декабря 1966) — советский и казахстанский, участник Олимпиады-1994 и Олимпиады-1998, чемпион и серебряный призёр зимней Азиады 1996 года, мастер спорта Республики Казахстан международного класса.

## Биография
На Олимпиаде — 1994 в Лиллехаммере был 46-м на нормальном трамплине и 48-м — на длинном.
На Олимпиаде — 1998 в Нагано был 58-м на нормальном трамплине и 46-м — на длинном. В составе сборной Казахстана был 11-м.
На чемпионате мира 1997 года в норвежском Тронхейме был 29-м на нормальном трамплине и 18-м — на длинном.
На зимней Азиаде 1996 года в китайском Харбине занял второе место в личном и первое — в командном первенстве.